# Sriedniebiełaja
Sriedniebiełaja (ros. Среднебелая) – wieś w Rosji, w obwodzie amurskim, w rejonie iwanowskim. W 2010 liczyła 4027 mieszkańców.